# Niva (okres Prostějov)
Obec Niva (do roku 1949 Hartmanice) se nachází v okrese Prostějov v Olomouckém kraji, v oblasti Drahanské vrchoviny západním směrem od města Prostějov. Žije zde 323 obyvatel.

## Název
Na vesnici bylo přeneseno původní pojmenování jejích obyvatel, které znělo Hartmanici. Bylo odvozeno od osobního jména Hartman (nositelem jména byl Hartman z Holštejna) a znamenalo "Hartmanovi lidé". Po druhé světové válce bylo jméno vesnice změněno na zcela nové Niva.

## Historie
Ves Hartmanice vznikla kolem roku 1260, kdy tuto oblast dostal výsluhou od krále moravský šlechtic Crha z Ceblovic, jehož synem byl Hartman z Holštejna. První písemná zmínka o obci však pochází z roku 1347, kdy ji získal majitel plumlovského panství Beneš z Kravař a Strážnice. Součástí plumlovského panství byla až do roku 1592, kdy byla pány z Pernštejna nejprve zastavena a poté i prodána Bernardu Drnovskému z Drnovic a stala se součástí rájeckého panství. V roce 1618 koupil Otinoves majitel plumlovského panství Maxmilián z Lichtenštejna a připojil ji tak zpět k této državě.
Místní obyvatelé se živili převážně zemědělstvím a krejčovstvím, přívýdělek pak nabízela práce v lese. Roku 1725 byla na potoce Bílá voda zřízena pila a mezi roky 1808–1842 v obci fungovala potašovna. Od 19. století ve vsi fungovala škola.
Za druhé světové války byla obec na seznamu k vystěhování. Byla zařazena do 2. etapy stěhování 33 obcí Drahanské vrchoviny. Termín byl 30. listopadu 1942. Obyvatelstvo bylo násilně vystěhováno a Němci používali obec jako cvičnou střelnici. Po druhé světové válce (roku 1949) byla ves přejmenována na Nivu.

## Obyvatelstvo

### Struktura
Vývoj počtu obyvatel za celou obec i za jeho jednotlivé části uvádí tabulka níže, ve které se zobrazuje i příslušnost jednotlivých částí k obci či následné odtržení.
| Místní části   | Místní části | 1869 | 1880 | 1890 | 1900 | 1910 | 1921 | 1930 | 1950 | 1961 | 1970 | 1980 | 1991 | 2001 | 2011 |
| -------------- | ------------ | ---- | ---- | ---- | ---- | ---- | ---- | ---- | ---- | ---- | ---- | ---- | ---- | ---- | ---- |
| Počet obyvatel | část Niva    | 833  | 924  | 911  | 950  | 953  | 977  | 920  | 384  | 465  | 427  | 448  | 391  | 363  | 331  |
| Počet domů     | část Niva    | 125  | 141  | 147  | 154  | 161  | 161  | 179  | 143  | 113  | 106  | 107  | 121  | 132  | 137  |

## Přírodní poměry
V katastru obce se nachází přírodní památky Návesní niva a Nivské louky.
Obcí protéká potok Bílá Voda, který pramení severně od vesnice na katastru obce Protivanov a poté protéká vesnicí, kde napájí všechny tři její rybníky na jeho toku u severního a jižního okraje. Oblast kolem Horního rybníka je chráněná jako přírodní rezervace Nivské louky. V jižní části obce se nachází přírodní památka Návesní niva, kterou tvoří zamokřené nivní louky. V nedalekém okolí obce se rozprostírají smíšené lesy.

## Pamětihodnosti
- Zvonice z konce 17. století[6]
- Výklenková kaplička u silnice z roku 1774[6]

## Galerie

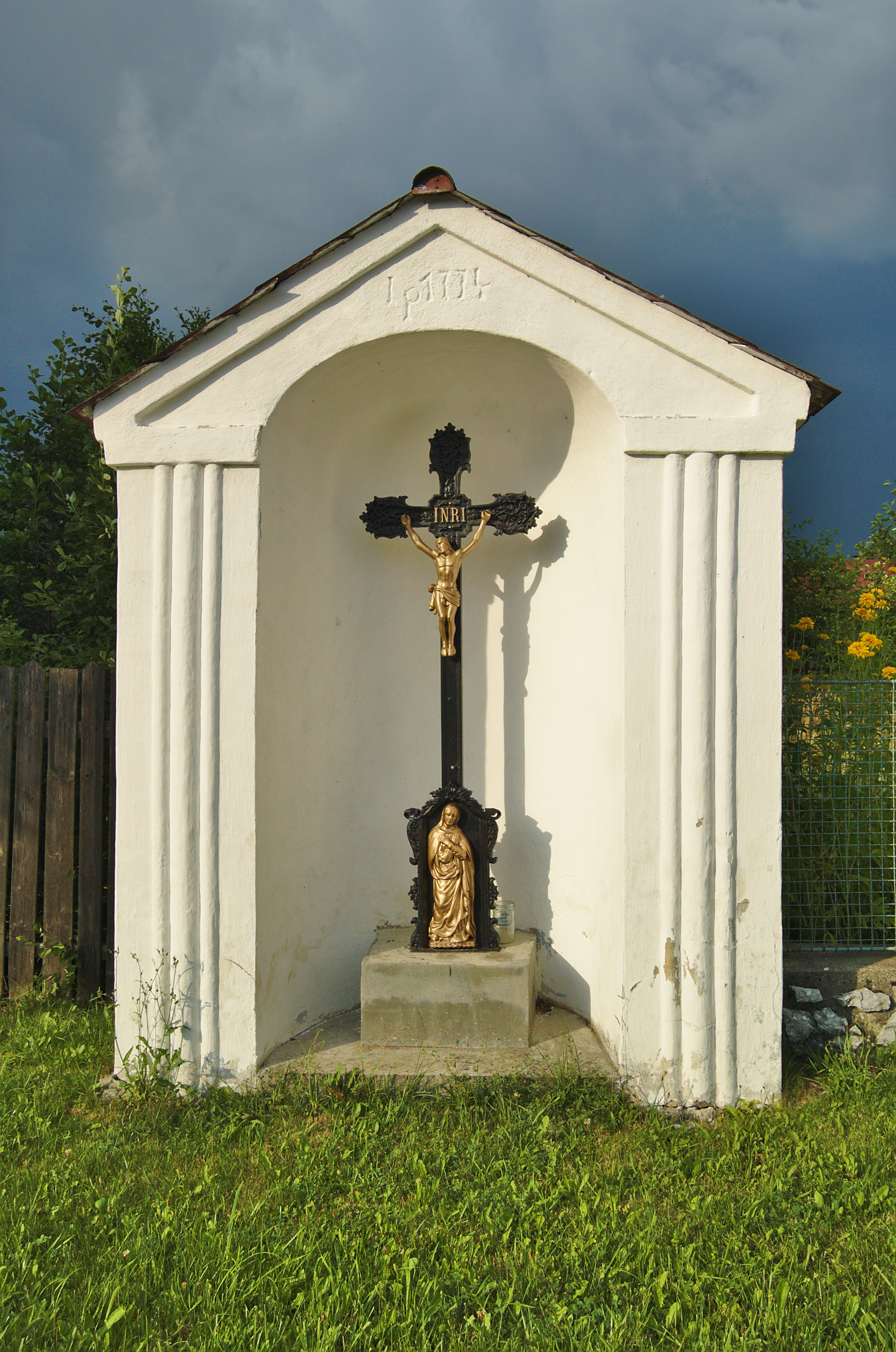
Výklenková kaplička s krucifixem
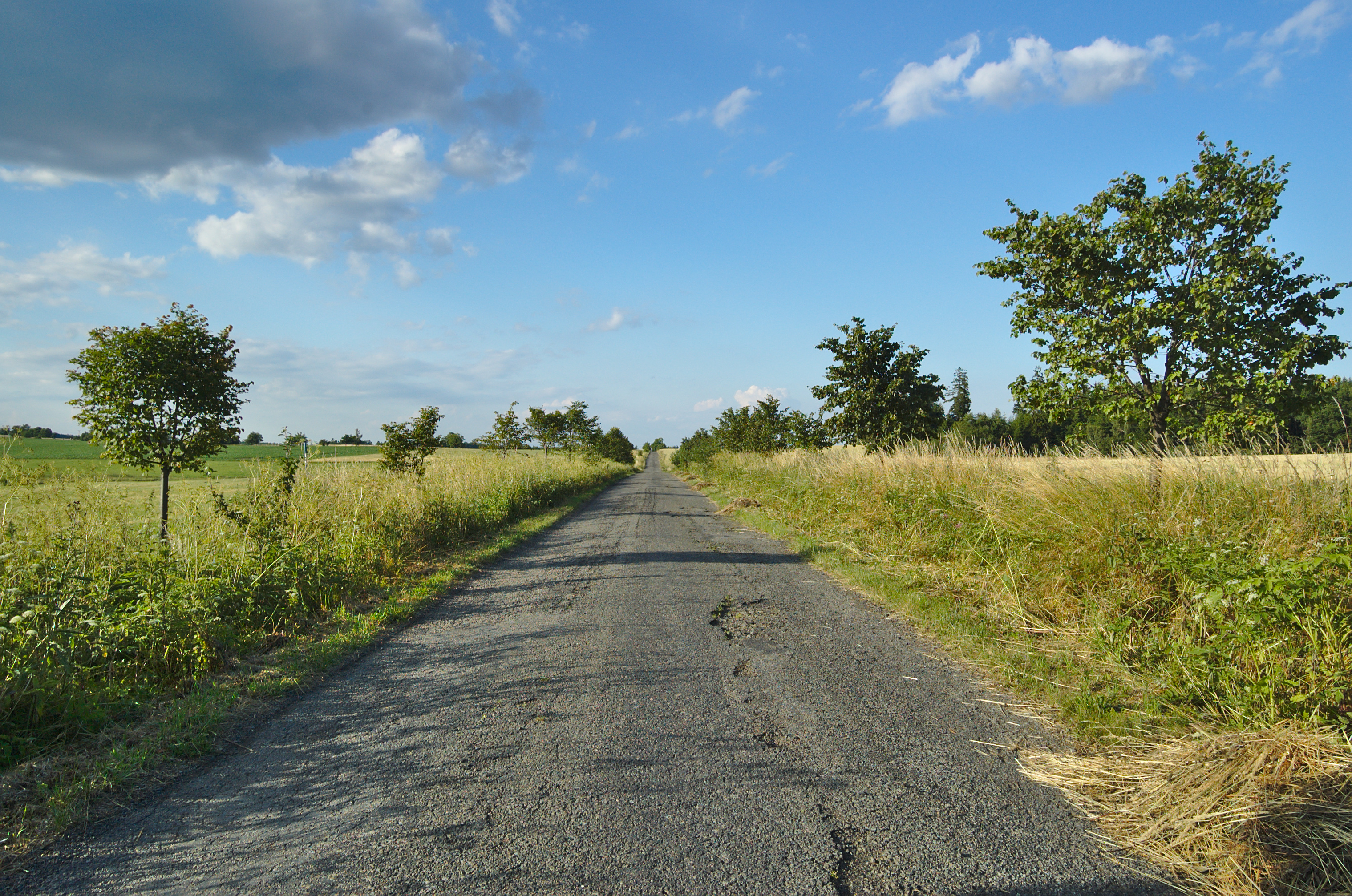
Polní cesta z Nivy na Repechy – součást cyklostezky K-M-W a cyklostezky číslo 5
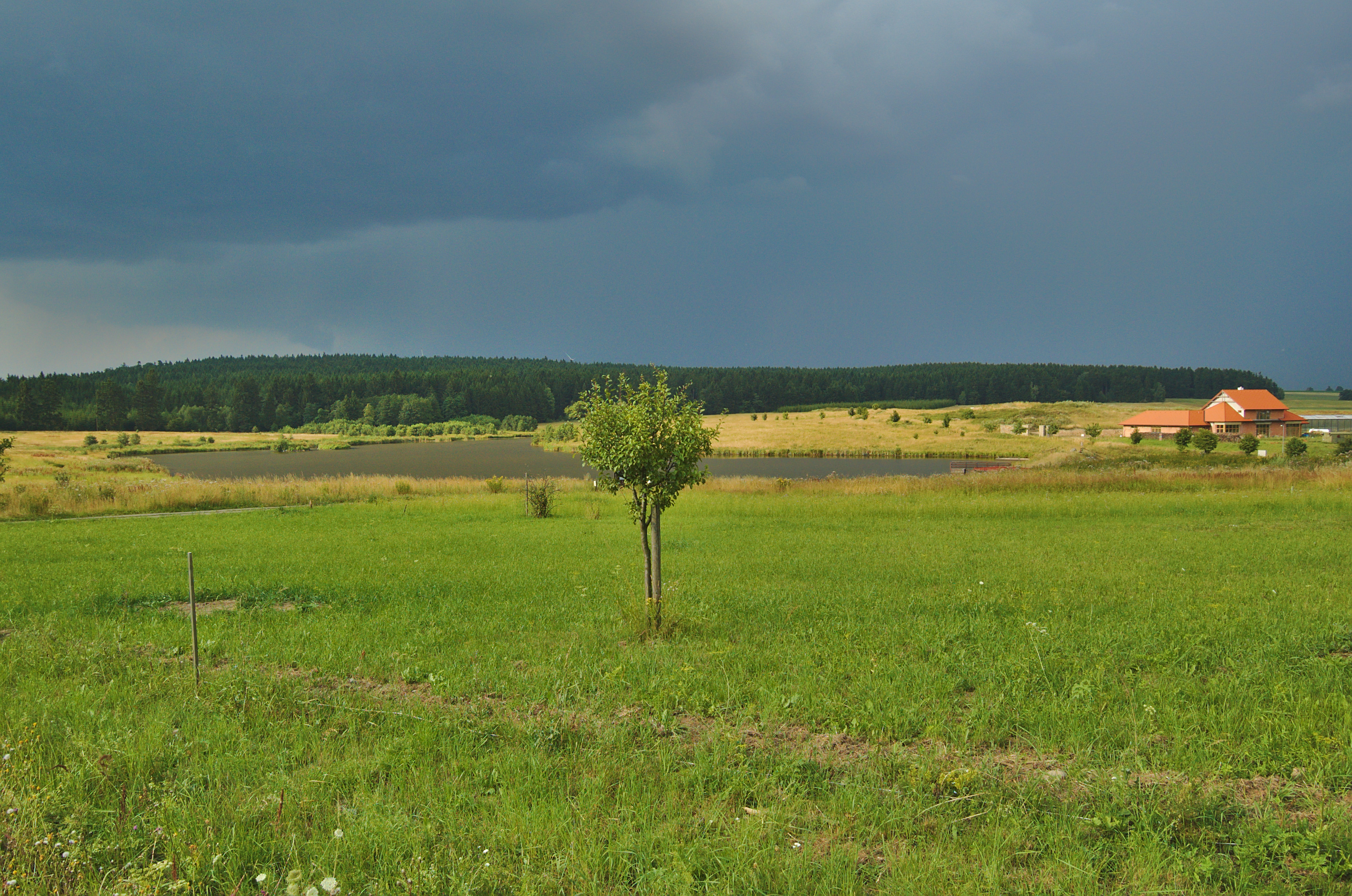
Rybník nad vesnicí před bouří
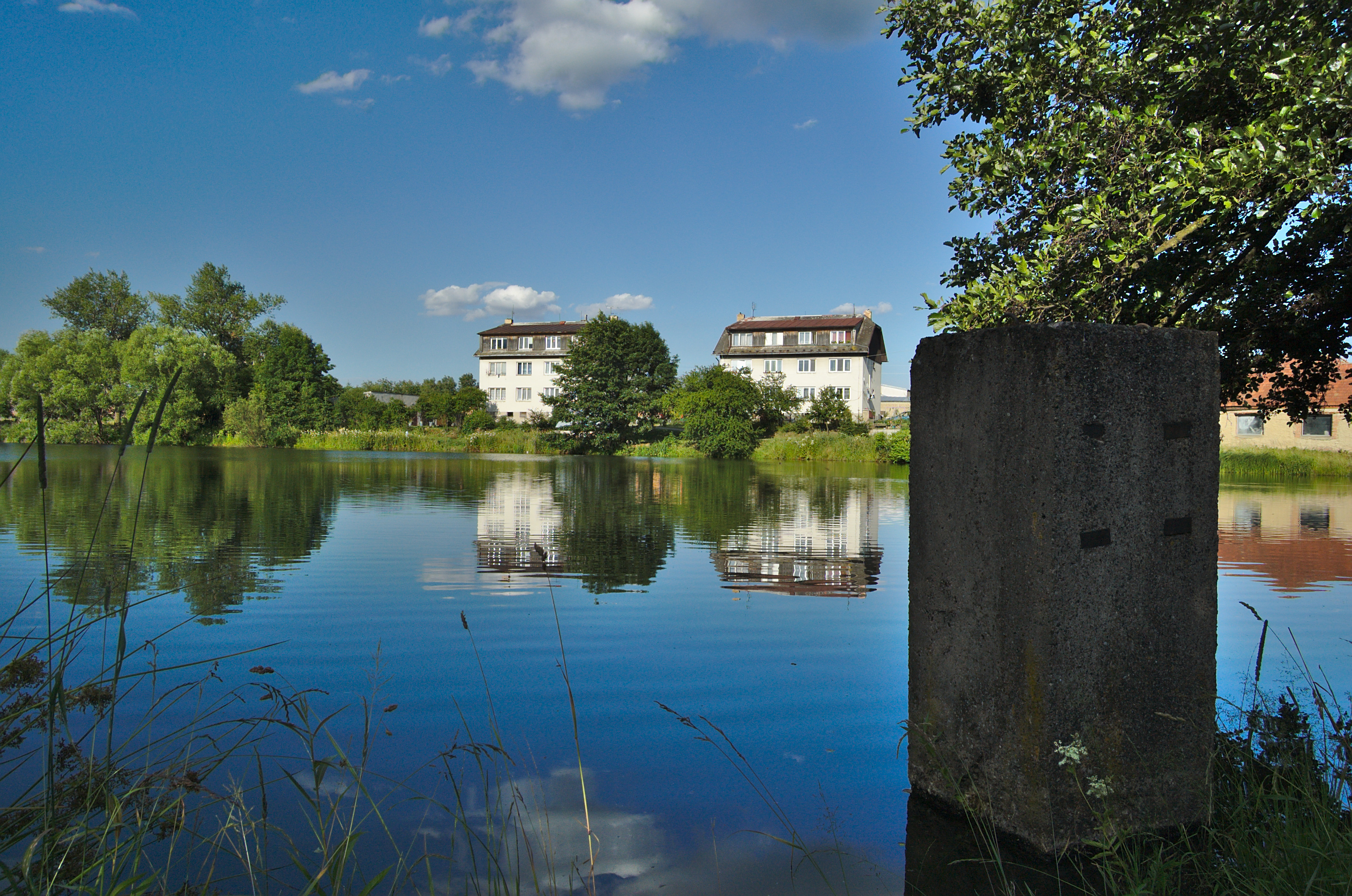
Horní rybník
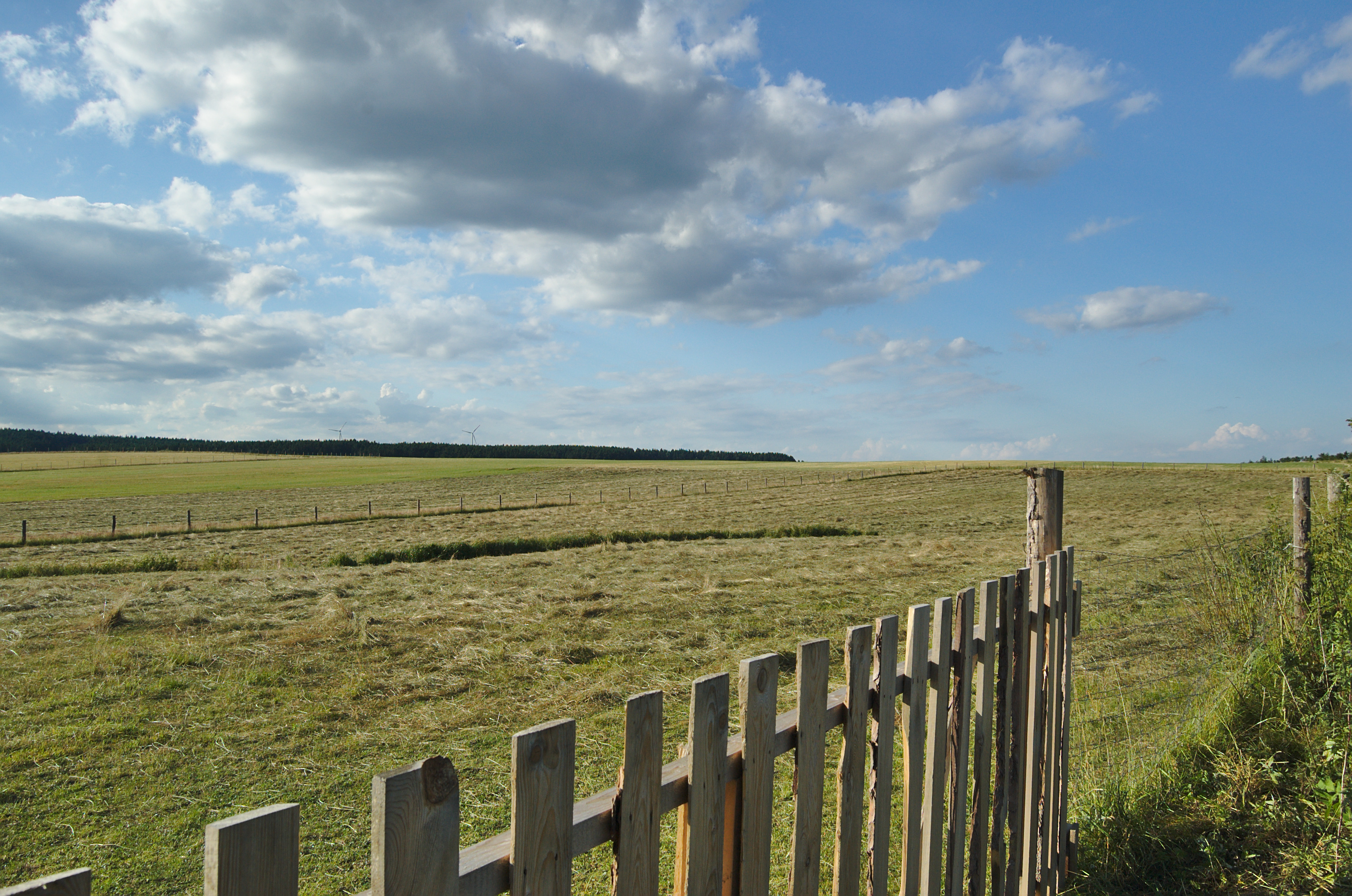
Přírodní památka Nivské louky
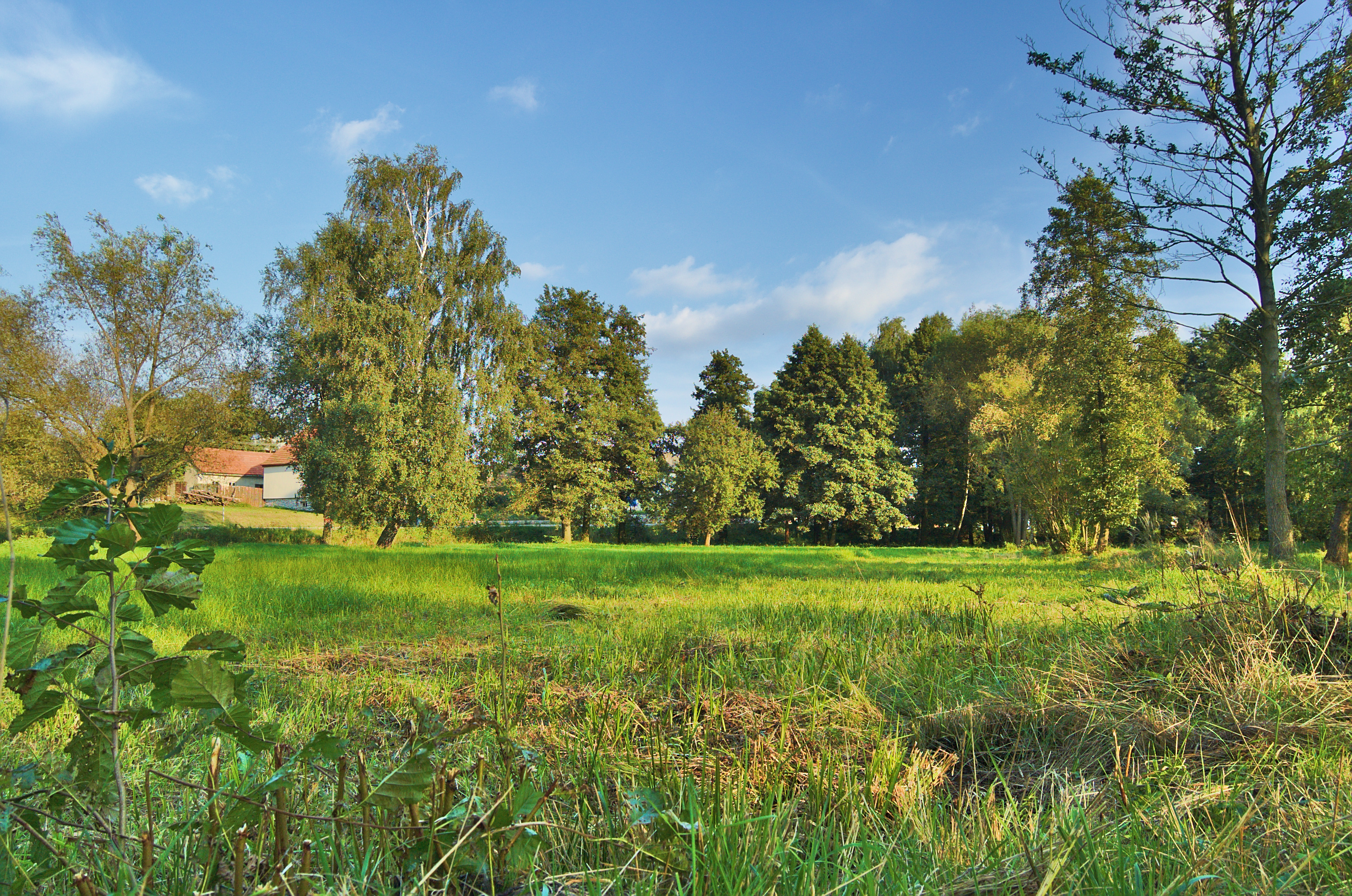
Přírodní památka Návesní niva